# Neusu Jaya
Neusu Jaya is een bestuurslaag in het regentschap Banda Aceh van de provincie Atjeh, Indonesië. Neusu Jaya telt 2263 inwoners (volkstelling 2010).